# Roata din Londra

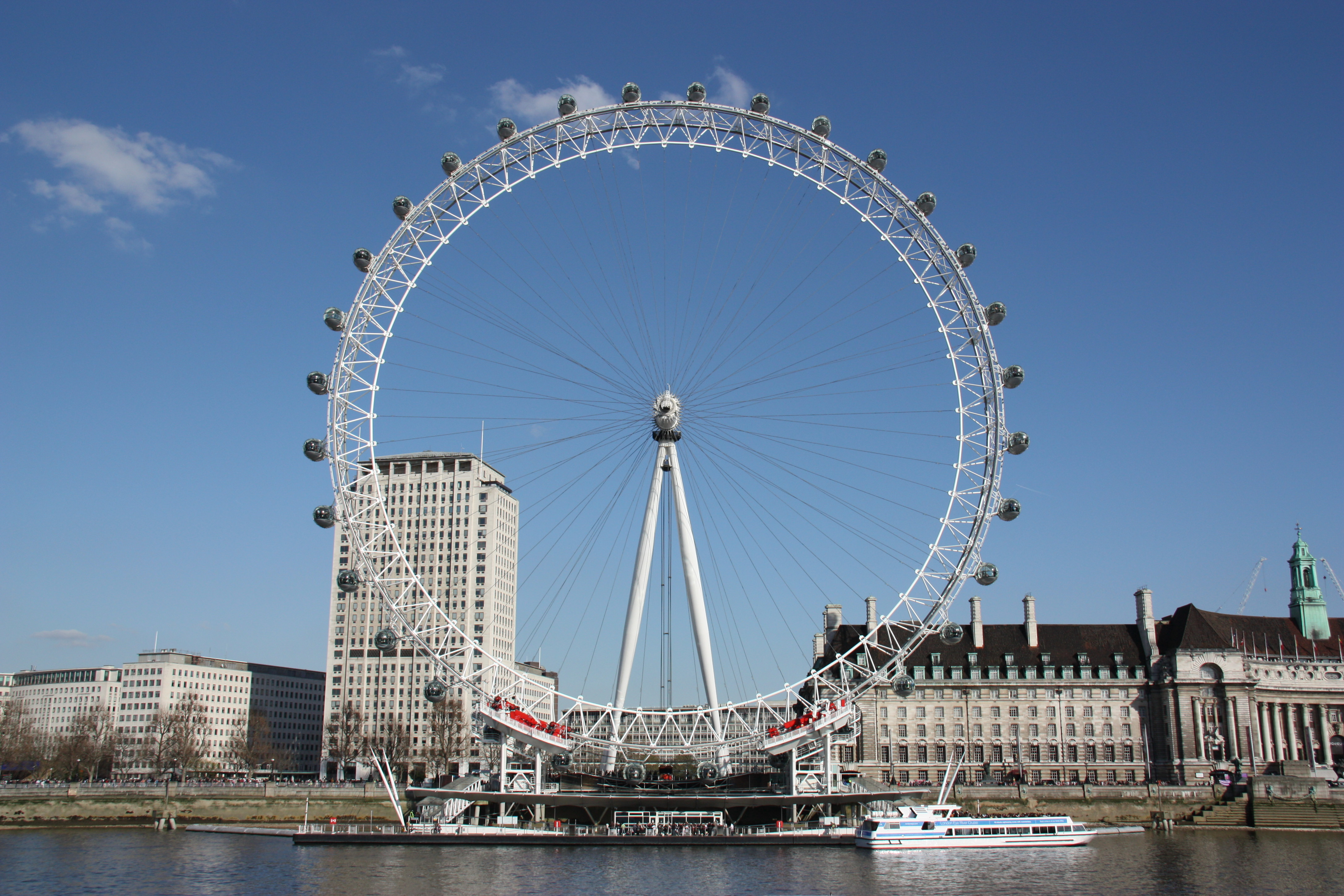

Roata din Londra, cunoscută sub numele de ''Ochiul Londrei'' (engleză London Eye) reprezintă o roată gigantă de observație din Londra aflată în Grădinile Jubilee de pe malul sudic al râului Tamisa. Structura are o înălțime de 135 m și a fost construită ca parte a celebrării noului mileniu. London Eye - Millenium Wheel], accesat la 27 mai 2014</ref>
London Eye este o roata gigant Ferris pe malul sudic al râului Tamisa din Londra. De asemenea, cunoscută sub numele de Roata Mileniului, numele său oficial a fost inițial publicat ca British Airways London Eye, atunci Merlin Entertainments London Eye, atunci EDF Energy London Eye. Începând cu mijlocul lunii ianuarie 2015, acesta a fost cunoscut în branding ca Coca-Cola London Eye, în urma unui acord semnat în septembrie 2014. 
Intreaga structura este de 135 de metri (443 ft) inaltime si roata are un diametru de 120 de metri (394 ft). Când ridicat în 1999 a fost cea mai inalta roata din lume Ferris. Înălțimea sa a fost depășit de 160 m (520 ft) pe categorii de Nanchang în 2006, 165 m (541 ft), Singapore Flyer în 2008, iar 167,6 m (550 ft) High Roller (Las Vegas), în 2014. Sustinut de un A-cadru pe o singură parte, spre deosebire de roțile inalti Nanchang și Singapore, Ochiul este descrisă de operatorii săi ca fiind "cea mai inalta roata de observatie consolă din lume". [9]
Acesta este in prezent cea mai înaltă roată din Europa, [10] și a oferit cel mai înalt punct vizualizare publică la Londra [11] până când a fost înlocuit de 245 de metri (804 ft) [12] punte de observație la etajul 72 al ciobul, care deschis pentru public la 1 februarie 2013. [13] Este cea mai populară atracție turistică plătit în Regatul Unit, cu peste 3,5 milioane de vizitatori anual, [14] și a făcut multe apariții în cultura populară.
London Eye se învecinează capătul vestic al Jubilee Gardens (anterior locul fostei Domul de Discovery), pe malul sudic al râului Tamisa între Westminster Bridge și Hungerford Bridge, în London Borough of Lambeth.
Cuprins [ascunde]
1 Proiectare și construcție
2 capsule de pasageri
3 Deschiderea
4 Proprietate și branding
5 dificultăți financiare
6 recepție critică
7 predecesorul
8 legături de transport
9 Referințe
10 Legături externe
Design și construcție [edit]
Sprijinit de un A-cadru pe o singură parte, ochiul este descris de operatorii săi ca o roată de observație consolă
Ax, butucul și cablurile tensionate care susțin janta
London Eye a fost proiectat de arhitecții Frank Anatole, Nic Bailey, Steve Chilton, Malcolm Cook, Mark uliul păsărar, iar echipa sot si sotie de Julia Barfield și David Marks [5] [15].
Mace a fost responsabil pentru managementul constructiilor, cu Hollandia ca contractantul metalice principal și Tilbury Douglas ca antreprenor civil. Inginerii consultanta Tony Gee & Partners a proiectat fundația lucrează în timp ce Beckett Rankine proiectat lucrările marine. [16]
Nathaniel Lichfield și Parteneri asistat Grupul Tussauds în obținerea consimțământului planificarea și construirea enumerate de a modifica peretele pe malul sudic al Tamisei. Acestia au examinat, de asemenea, și a raportat cu privire la implicatiile unui acord secțiunea 106 atașat la contractul inițial, și, de asemenea, pregătit de planificare și enumerate aplicații consimtamantul clădire pentru păstrarea permanentă a atracției, care a implicat coordonarea o declarație de mediu și producția de o declarație de planificare de sprijin detaliază motivele păstrării. [17]
Marginea ochiului este susținut de cabluri de otel tensionate [18] și seamănă cu o roată uriașă bicicletă spițe. Iluminatul a fost refăcut cu iluminare cu LED-uri de la Kinetics culoare în decembrie 2006, pentru a permite un control digital al luminilor, spre deosebire de înlocuirea manuală a gelurilor peste tuburi fluorescente. [19]
Roata a fost construită în secțiuni care au fost pluteau în sus Tamisa pe barje și asamblate întins pe platforme îngrămădite în râu. Odată ce roata a fost complet a fost ridicat într-o poziție verticală de un sistem jack fir făcute de Enerpac. [20] Aceasta a fost ridicată pentru prima dată la 2 grade pe ora pana cand a ajuns la 65 de grade, apoi rămase în această poziție timp de o săptămână în timp ce inginerii pregătit pentru a doua fază a ascensorului. Proiectul a fost european cu componente majore provenind din șase țări: oțelul a fost furnizat din Marea Britanie și fabricate în Olanda de compania olandeza Hollandia, cablurile au venit din Italia, rulmenții au venit din Germania (FAG / Schaeffler Group), axul și hub au fost exprimate în Republica Cehă, capsulele au fost realizate de Poma în Franța (și sticla pentru aceste venit din Italia), precum și componentele electrice din Marea Britanie. [21]
Capsule de pasageri [edit]
Ochi Pod 1.jpg
InsidetheLondonEye.JPG
Fiecare dintre cele 32 de capsule ovoidal cântărește 10 tone și poate transporta 25 de persoane
32 capsule roții sigilate si cu aer condiționat ovoidal pasageri, concepute [22] și a furnizat [23] de Poma, sunt atașate la circumferința exterioară a roții și rotit cu motoare electrice. Fiecare din cele 10 de tone (11 scurt-tone) [24] capsule reprezintă una din Londra boroughs, [18] și deține până la 25 de persoane, [25] care sunt liberi să se plimbe în jurul interiorul capsulei, deși locuri este furnizat. Roata se rotește cu 26 cm (10 inch) pe secundă (aproximativ 0,9 km / oră sau 0.6 mph), astfel încât o rotație durează aproximativ 30 de minute. Nu se opresc de obicei să ia asupra pasagerilor; rata de rotație este suficient de lent pentru a permite pasagerilor să meargă pe și de pe capsule mișcare la nivelul solului. [24] Cu toate acestea, sa oprit pentru a permite pasagerilor cu handicap sau în vârstă timp pentru îmbarcare și debarcare în condiții de siguranță. [26]
În 2009 prima etapă a unui upgrade de 12,5 milioane de lire sterline capsule început. Fiecare capsulă a fost luată în jos și plutea în jos pe râu pentru a Docuri Tilbury în Essex. [27]
Pe 02 iunie 2013 o capsulă de pasageri a fost numit Coronation capsulei pentru a marca șaizecea aniversare a încoronării reginei Elisabeta II. [28]
Deschidere [edit]
London Eye a fost deschis oficial de către primul-ministru atunci Tony Blair la 31 decembrie 1999, deși nu a fost deschis pentru public până la 09 martie 2000 [2], din cauza unor probleme tehnice. [Necesită citare]
La 5 iunie 2008 a fost anunțat că 30 de milioane de oameni au mers London Eye, deoarece deschis. [29]
Proprietate și branding [edit]
London Eye la asfințit
Ochiul de pe malul sudic al Tamisei, cu Jubilee Gardens (stânga) și County Hall (dreapta) în fundal
În 2006, Grupul Tussauds cumparat celelalte două coproprietari, British Airways și Marks Barfield familiei (arhitectii plumb). [14] În urma cumpărare Merlin Entertainments "Grupului Tussauds în 2007, deține în prezent 100% din ochi. British Airways a continuat asocierea brand, dar de la începutul anului 2008 numele de "British Airways" a fost scăzut de la logo-ul.
La 12 august 2009, London Eye a văzut un alt ReBrand, de data aceasta fiind numit "Merlin Entertainments London Eye" pentru a arăta de proprietate Merlin Entertainments ". Un nou logo a fost conceput pentru atragerea-acest timp sub forma unui ochi format din repere celebre din Londra. Aceasta a coincis cu lansarea de Merlin Entertainments 4D Experienta arata verificare sub centrul de bilete în County Hall. Sala de bilet renovate și 4D experienta cinema au fost proiectate de arhitectul Kay Elliott lucru cu Merlin Studios designer de proiect Craig Sciba. Merlin Studios mai târziu numit Simex-Iwerks ca specialiștii hardware teatru 4D. Filmul a fost scris si regizat de regizorul Julian Napier 3D și 3D produs de Phil Streather. [30]
În ianuarie 2011, o ceremonie de iluminat up marcat începutul unui acord de trei ani între EDF Energy și Merlin Entertainments. [31] [32] La 1 august 2014, logo-ul a fost a revenit la precedent "Merlin Entertainments London Eye" versiune , cu numele devenind pur și simplu "London Eye". [necesită citare]
În septembrie 2014, Coca-Cola a semnat un acord pentru a sponsoriza London Eye timp de doi ani, începând din ianuarie 2015. În ziua anuntului, London Eye a fost aprins în roșu. [33]
Dificultăți financiare [edit]
Culoare ochi Londra lângă County Hall
La 20 mai 2005, au fost raportate cazuri de o scrisoare scurs arată că Centrul South Bank (SBC) -owners de o parte a terenului pe care se bare ale ochiului se află-a servit un aviz pentru a iesi pe atragerea, împreună cu un cererea pentru o creștere a chiriei de la £ 64,000 pe an, la 2,5 milioane de lire sterline, pe care operatorii respins ca inaccesibile. [34]
La 25 mai 2005, primarul Londrei, Ken Livingstone a promis că va rămâne reper în Londra. De asemenea, el a promis că, dacă litigiul nu a fost soluționat el ar folosi puterile sale pentru a solicita Agenției de Dezvoltare Londra pentru a emite un ordin de cumpărare obligatorie. [35] Terenul in cauza este o mică parte din Grădinile Jubilee, care a fost dat la SBC pentru £ 1 în cazul în care Londra Consiliul Greater fost spart de până.
Centrul South Bank și British Airways London Eye convenit asupra unui contract de leasing de 25 de ani la 8 februarie 2006, după o revizuire judiciară asupra litigiului chirie. Contractul de închiriere a însemnat că Centrul South Bank, o organizatie de caritate finanțate din fonduri publice, ar primi cel de la £ 500,000 de un an de atragerea, al căror statut este asigurat în viitorul apropiat. Tussauds a anunțat, de asemenea, achiziționarea întregului intereselor-o treime din British Airways și a familiei Marks Barfield în ochi, precum și a datoriei restante la BA. Aceste acorduri au dat Tussauds 100% proprietate a ochiului și rezolvate datoria de ochi de împrumut de constructii din British Airways, care stăteau la mai mult de 150 de milioane de lire sterline la jumătatea anului 2005 și a fost în creștere la 25% pe an. [36]
Receptare critică [edit]
Sir Richard Rogers, laureat al Premiului Pritzker Architecture 2007, a scris despre London Eye într-o carte despre proiect:
Ochiul a făcut pentru Londra ce a făcut Turnul Eiffel pentru Paris, care este de a da un simbol și pentru a lăsa oamenii să urce deasupra orașului și privi înapoi pe ea. Nu doar de specialiști sau oameni bogați, dar toată lumea. Asta e frumusetea de ea:. Este public și accesibil, și este într-o poziție excelentă în centrul Londrei [37]
Scrierea pentru G2 într-un articol din august 2007, Steve Rose descris ochi, după cum urmează:
Ochiul ... există într-o categorie proprie .... Ea are în esență să îndeplinească numai o funcție, și ceea ce o funcție stralucit neesențial este: de a ridica oamenii de la sol, le ia în jurul o buclă gigant în cer, apoi le-a pus înapoi de unde au pornit. Asta este tot ce trebuie să facă, și din fericire, asta este tot ce face. [15]

Predecesorul [edit]
Articol principal: Great Wheel
Un predecesorul la London Eye, Marea Roata, a fost construit pentru Imperiul Indiei Expoziție la Earls Court și deschis pentru public la 17 iulie 1895. [38] Modelat pe original Chicago Roata, a fost de 94 de metri (308 ft ) înalt [39] și 82.3 metri (270 ft) în diametru. [40] [41] [42] A rămas în funcțiune până 1906, timp în care 40 de masini de (fiecare cu o capacitate de 40 de persoane) au efectuat peste 2,5 milioane de pasageri. Marea Roata a fost demolată în 1907 [43] în urma ultima utilizare la Expozitia din Austria Imperial. [44]
Legături de transport [edit]
Cea mai apropiată stație de metrou este Waterloo, deși Charing Cross, Embankment, și Westminster sunt, de asemenea, la distanță de mers pe jos. [45]
Legătură cu serviciile feroviare naționale se face la Londra stație Waterloo și stație Londra Waterloo Est.
London Servicii River operate de Thames Clippers si oras Cruises oprire la London Eye Pier.
Referințe [edit]
Sari ^ London Eye
^ Salt până la: a b Fapte London Eye
Sari ^ Reece, Damian (06 mai 2001). "London Eye este de cotitură la o pierdere". The Daily Telegraph.
^ Salt până la: ab "Structurae London Eye Millennium Wheel". pagină web. Nicolas Janberg ICS. 2011. Adus 05 decembrie 2011.
^ Salt până la: a b "London Eye". Marea Britanie Attractions.com. 31 decembrie 1999. Adus 07 ianuarie 2010.
Sari ^ "Despre London Eye". Adus ianuarie 2013.
Sari ^ "Arup | Gânduri | Cât de mare poate ajunge roți Ferris?". Thoughts.arup.com. 23 septembrie 2013. Adus douăzeci și unu mai 2014.
Sari ^ "CocaCola Marea Britanie anunta nou acord de sponsorizare pentru London Eye". London Eye. Coca Cola London Eye. 16 septembrie 2014. Adus 11 februarie 2015.
Sari ^ Merlin Entertainments Group
Sari ^ Royal Mail sarbatoreste 10 ani de London Eye
Sari ^ "Up vii, uimitoare primul aspect din galeria publică fragmente de vedere este ...". Londra Standard Evening. Adus 31 decembrie 2014
Sari ^ punte de observație Shard a fi cel mai mare din Europa
Sari ^ ciobul Deschide Vezi Deck pentru vizitatori
^ Salt până la: a b "Istorie a London Eye". Adus 18 septembrie 2012.
^ Salt până la: a b Rose, Steve (31 august 2007). "London Eye, dragoste la prima vedere". Guardian. Adus 07 ianuarie 2010.
Sari ^ Beckett Rankine - London Eye Pier design
Sari ^ "NLP - Proiect:". Nlpplanning.com. Adus 07 ianuarie 2010.
^ Salt până la: a b "Making of London Eye". Londoneye.com. Adus douăzeci și unu mai 2014.
Sari ^ "Color Kinetics Showcase London Eye". Colorkinetics.com. Adus 07 ianuarie 2010.
Sari mufe componenta ^ Enerpac ridica London Eye. Enerpac.com. Adus la 6 februarie 2012.
Sari ^ Mann, A. P .; Thompson, N .; Smits, M. (2001). "Construirea British Airways London Eye". Proceedings ale ICE - Construcții 144 (2): 60-72. doi: 10.1680 / cien.2001.144.2.60.
Sari ^ Ashby, Charles. (15 noiembrie 2011) de înaltă zbor afacere pentru Leitner-Poma. Gjsentinel.com. Adus la 6 februarie 2012.
Sari ^ lui Colorado Leitner-Poma pentru a construi cabine pentru roata de observare imens în Las Vegas. Denverpost.com. Adus la 6 februarie 2012.
^ Salt până la: ab "lucruri interesante pe care nu știa despre London Eye". London Eye.
Sari ^ Hester, Elliott (23 septembrie 2007). "Eye din Londra în care nu cer doar o roata Ferris". Chicago Tribune.
Sari ^ "persoane cu handicap". London Eye.
Sari ^ Woodman, Peter (26 iunie 2009). "Capsula London Eye luat ca începe Șuruburile". The Independent.
Sari ^ "dezvaluie sosie Regina Coronation Capsule la London Eye". london-se1.co.uk. 02 iunie 2013. Adus 08 iunie 2013.
Sari ^ "toate ochii pe Wonder opta: London Eye salută 30 milioane vizitatori și se alătură Stonehenge și Taj Mahal ca o minune lume". pagină web. EDF Energy London Eye. Iunie 2008. Adus 13 ianuarie 2012.
Sari ^ "Un nou ochii pe Londra". London Eye.
Sari ^ "drepturi de denumire EDF Energy". Managementul Atracții. Adus 08 ianuarie 2011.
Sari ^ Merlin Entertainments, lider nume în locația pe baza, de divertisment de familie - MERLIN ANUNȚĂ parteneriat de trei ani pentru LONDON EYE cu EDF ENERGY 070111. Merlinentertainments.biz (27 ianuarie 2011). Adus la 6 februarie 2012.
Sari ^ "Coca-Cola pentru a sponsoriza London Eye". Asociația Presei (The Guardian). 16 septembrie 2014. Adus 22 octombrie 2014.
Sari ^ "London Eye Notă evacuare dat". BBC News. 20 mai 2005. Adus 07 ianuarie 2010.
Sari ^ "jibe" Prat "Primarul peste rând Eye". BBC News. 25 mai 2005. Adus 07 ianuarie 2010.
Sari ^ Marriner, Cosima (11 noiembrie 2005). "BA vinde actiunile London Eye a Tussauds pentru £ 95m". The Guardian. Adus 07 ianuarie 2010.
Sari ^ Marks Barfield Architects (2007). Ochi: Povestea din spatele London Eye. Londra: Dog Publishing negru.
Sari ^ Londra rival Ferris Wheel a
Sari ^ fața locului diferența: repere Londra, atunci și acum
Sari ^ Anderson Norman. Ferris roți: O istorie ilustrată. p. 97. ISBN 087972532X.
Sari ^ Richard Weingardt. Cercuri din cer: Viața și Times de George Ferris. p. 109. ISBN 0784410100.
Sari ^ Richard Moreno. O scurtă istorie a Carson City. p. 74. ISBN 0874178363.
Sari ^ Marea Roata, Londra
Sari ^ Anderson Norman. Ferris roți: O istorie ilustrată. p. 100. ISBN 087972532X.
Sari ^ Cum se ajunge aici